# Варшавский договор (1920)
Варшавский договор — соглашение между правительствами Польши и Украинской Народной Республики, заключенное в разгар Советско-польской войны 1919—1921 годов. Подписан Юзефом Пилсудским и Симоном Петлюрой 21 апреля 1920 года (военное соглашение — 24 апреля).
Соглашение было подписано во время польско-советской войны незадолго до наступления польских войск на Киев. Пилсудский искал союзников против большевиков и надеялся создать Союз Междуморье; Петлюра видел в альянсе последний шанс сохранить независимую Украину.
Соглашение было принято не окончательно. Польско-советская война продолжалась, и соответствующие территории были распределены между Россией и Польшей в соответствии с Рижским договором 1921 года. Территории, на которые претендовало украинское национальное движение, были разделены между Украинской ССР на востоке и Польшей на Западе (Галичина и часть Волыни).

## Происхождение
Польский лидер Юзеф Пилсудский пытался создать возглавляемый Польшей союз Восточно-Европейских стран — федерацию Междуморье, призванный укрепить Польшу и её соседей за счет бывшей Российской империи. Его план, однако, претерпел неудачу, поскольку некоторые из его запланированных союзников отказались сотрудничать с Польшей, а другие предпочли избежать конфликта с большевиками.
Но в апреле 1920 года, с военной точки зрения, польская армия должна была нанести удар по Советам, чтобы сорвать их планы по наступлению.
Пилсудский также хотел, чтобы независимая Украина была буфером между Польшей и Россией, вместо того, чтобы видеть Украину снова во власти России прямо на польской границе.
Пилсудский, который утверждал, что «не может быть независимой Польши без независимой Украины», возможно, был более заинтересован в отделении Украины от России, чем в благосостоянии украинцев.
Тогда Пилсудский обратился к Петлюре, чье имя отсутствовало в изначально запланированном списке союзников.
К концу Первой мировой войны украинская делегация, участвуя в Версальском договоре, не смогла добиться признания Украины как независимого государства. Украинские земли стали зоной боевых действий между различными местными и иностранными группировками, борющимися за свой контроль. Украинская Народная Республика, возглавляемая Петлюрой, с начала 1919 года подвергалась нарастающим нападениям на свою территорию, и к апрелю 1920 года большая часть территории Украины находилась вне её контроля.
В таких условиях Юзефу Пилсудскому было нетрудно убедить Петлюру присоединиться к альянсу с Польшей, несмотря на недавний конфликт между двумя странами, который был урегулирован накануне в пользу Польши.

## Договор
.
Договор был подписан 21 апреля в Варшаве (он был подписан ночью 01:40 LST с 21 по 22, но был датирован 21 апреля 1920 года). В обмен было получено согласие на границу вдоль реки Збруч, признать недавние польские территориальные завоевания в Западной Украины (полученные в результате победы Польши над попыткой Украины создать ещё одно украинское государство в Галичине, территории со смешанным украинско-польским населением), а также западные части Волынской губернии, Холмской губернии и других территорий (статья II). Польша признала Украинскую Народную Республику как независимое государство (статья I) с границами, определёнными статьями (II и III), и под руководством атамана Петлюры. Отдельное положение в договоре запрещало обеим сторонам заключать какие-либо международные соглашения друг против друга (статья IV). Этнические поляки на украинской границе и этнические украинцы в пределах польской границы получили одинаковые права в своих государствах (статья V).
Поляки стремились к установлению восточной границы Польши по состоянию на момент раздела Польши, произошедшем в XVIII веке, поэтому условия договора оказались для правительства Петлюры тяжелыми — в состав польского государства должны были войти населенные, преимущественно украинцами, Галиция, Западная Волынь, Лемковщина, Надсанье и Холмщина. Фактически граница устанавливалась по линии, занятой на момент заключения договора польскими войсками. Договор негативно оценивался большинством населения подпадавших под его действие территориально.
В соответствии с договором, поляки обязались не признавать международных соглашений, направленных против Украины, гарантировали соблюдение национально-культурных прав украинского населения, которое оказывалось на территории Польского государства. Аналогичные права поляков на территории Украины признавало правительство Петлюры. В отличие от своих российских коллег, чьи земли должны были быть распределены между крестьянами, польским помещикам в Украине было предоставлено особое обращение, пока Украина не примет будущий закон, который бы разъяснил вопрос о польской земельной собственности в Украине (статья VI). Кроме того, был разработан экономический договор, в значительной степени связанный с польской и украинской экономикой; Украина должна была предоставить значительные уступки полякам и польскому государству. За этим договором последовал официальный военный альянс, подписанный 24 апреля генералом Владимиром Синклером и Валерием Славеком. Петлюре была обещана военная помощь в восстановлении контроля над оккупированными большевиками территориями с Киевом, где он снова примет власть Украинской Народной Республики.
Украинская республика должна была подчинить свои войска польскому командованию и обеспечить совместные армии поставками на территории Украины; поляки в обмен обещали предоставить оборудование для украинцев.
В тот же день, когда был подписан военный альянс (24 апреля), Польша и силы УПО начали Киевскую операцию, направленную на обеспечение украинской территории для правительства Петлюры, создав таким образом буфер для Польши, который отделит её от России. В первой экспедиции приняли участие шестьдесят пять тысяч польских и пятнадцати тысяч украинских солдат.
После победы в битве на юге Польский генеральный штаб планировал скорейший отход 3-й армии и укрепление северного фронта в Белоруссии, где Пилсудский ожидал главного сражения с Красной Армией.
Союз с Петлюрой позволил полякам значительно улучшить свои стратегические позиции, развернуть наступление на Украине. 7 мая 1920 года пилсудчики заняли Киев, затем — плацдармы на левом берегу Днепра. Однако в результате Киевской операции Красной армии во второй половине мая польские войска были вынуждены начать отступление. 10 июня поляки оставили Киев, который 12 числа был занят красными.
Варшавский договор был de facto денонсирован Рижским миром 1921 года, который установил государственную границу между Польшей с одной,РСФСР и УССР с другой стороны.

## Значение
Для Пилсудского этот альянс дал федерации Междуморье легитимность совместных международных усилий, обеспечил расширение части польской границы на восток и заложил доминирование Польшей над украинским государством, в отношениях между Россией и Польшей. Для Петлюры это был последний шанс сохранить государственность и, по крайней мере, теоретическую независимость украинских центров, даже принимая при этом потерю западноукраинских земель в пользу Польши.

## Последствия
И Пилсудский, и Петлюра подверглись критике со стороны других фракций внутри своих правительств и народов. Пилсудский столкнулся с жесткой оппозицией со стороны национальных демократов Дмовского, которые выступали против украинской независимости. В свою очередь Петлюра подвергся критике со стороны многих украинских политиков за вступление в пакт с поляками и отказ от Западной Украины.
Михаил Грушевский, уважаемый председатель Центрального совета, также осудил союз с Польшей и требование Петлюры действовать от имени УПО.
В целом многие украинцы с большим подозрением рассматривали союз с поляками, особенно с точки зрения исторически трудных отношений между народами. Реакция на альянс была особенно острой от галицких украинцев, которые рассматривали его как предательство. Их попытка создать государство-Западноукраинскую народную Республику-потерпела поражение к июлю 1919 года и теперь должна была быть включена в состав Польши. Западноукраинский политический лидер Евгений Петрушевич, выразивший яростное сопротивление альянсу, был выслан в Вену. Остальная часть Украинской Галицкой армии, силы обороны Западноукраинского государства, все ещё насчитывала 5000 способных бойцов, хотя и опустошенных эпидемией тифа, вступивших в ряды большевиков 2 февраля 1920 года как преобразованная красно-украинская Галицкая армия.
Позже Галицкие войска развернутся против коммунистов и присоединятся к войскам Петлюры, когда будут направлены против них, что приведет к массовым арестам и расформированию Красной Галицкой армии.
26 апреля в своем «Призыве народу Украины» Пилсудский заверил:
Польская армия останется только до тех пор, пока правовое украинское правительство не возьмет контроль над своей территорией
Несмотря на это, многие украинцы были против Польши, так и против большевиков, и были возмущены польским наступлением, после очередного поражение в польско-украинской войне, рассматривая это как оккупацию со стороны Польши.
Таким образом, украинцы были против польского вторжения в украинском формировании Красной Армии. Некоторые ученые подчеркивают влияние советской пропаганды на поощрение негативных настроений украинцев в отношении польской операции и польско-украинской истории в целом.
Альянс между Пилсудским и Петлюрой привел к тому, что в начале кампании 15 000 союзных украинских войск поддерживали поляков, увеличившись до 35 000 путем вербовки и дезертирства с советской стороны во время войны.
Это число, однако, было намного меньше, чем ожидалось, и поздний союз с Польшей не смог обеспечить независимость Украины, так как Петлюре не удалось собрать каких-либо значительных сил, чтобы помочь своим польским союзникам.
7 мая в ходе Киевского наступления Союз Пилсудски-Петлюра захватил город. Анна М. Чиенсиала пишет:
Однако ожидаемое украинское восстание против Советов не состоялось. Украина была разорена войной, а также большинство людей были неграмотными и не развили собственного национального сознания. Наконец, они не доверяли полякам , который сформировал большую часть помещичьего класса в Украине до 1918 года
Разделения внутри самих украинских фракций, со многими противостоящими поляками, так же, как они выступали против Советов, ещё больше сократили набор в пропольские петлюровские силы. В конце концов, петлюровские силы не смогли защитить польский южный фланг и остановить Советы, как надеялся Пилсудский, поляки в то время отступали перед советским контрнаступлением и не могли сами защитить Украину от Советов.
Советы отвоевали Киев в июне. Оставшиеся украинские войска Петлюры были разгромлены советскими войсками в ноябре 1920 года. К тому времени поляки и Советы уже подписали перемирие и вели переговоры по мирному соглашению. После польско-советского мира в Риге в следующем году украинская территория оказалась расколотой между Украинской ССР на востоке и Польшей на западе (Галиция и часть Волыни). Пилсудский считал, что соглашение было бесстыдным и недальновидным политическим расчетом. Предположительно, выйдя из комнаты, он сказал украинцам, ожидающим там результатов Рижской конференции: «Господа, я глубоко извиняюсь перед вами».
В последующие годы Польша окажет некоторую помощь сторонникам Петлюры в попытке дестабилизировать Советскую Украину (см. «Прометеизм»), но она не смогла изменить тот факт, что польско-украинские отношения продолжали неуклонно ухудшаться в межвоенный период.
За месяц до своей смерти Пилсудский сказал своему помощнику:
Моя жизнь потеряна, я не смог создать свободную от россиян Украину

## В культуре
Наступление поляков на Украине запечатлено в рассказе Булгакова «Киев-город»:

Рекорд побил знаменитый бухгалтер, впоследствии служащий союза городов Семен Васильич Петлюра. Четыре раза он являлся в Киев, и четыре раза его выгоняли. Самыми последними, под занавес, приехали зачем-то польские паны (явление XIV-ое) с французскими дальнобойными пушками.
Полтора месяца они гуляли по Киеву. Искушенные опытом киевляне, посмотрев на толстые пушки и малиновые выпушки, уверенно сказали:
— Большевики опять будут скоро.
И все сбылось как по писаному. На переломе второго месяца среди совершенно безоблачного неба советская конница грубо и будённо заехала куда-то, куда не нужно, и паны в течение нескольких часов оставили заколдованный город. Но тут следует сделать маленькую оговорку. Все, кто раньше делали визит в Киев, уходили из него по-хорошему, ограничиваясь относительно безвредной шестидюймовой стрельбой по Киеву со святошинских позиций. Наши же европеизированные кузены вздумали щегольнуть своими подрывными средствами и разбили три моста через Днепр, причём Цепной — вдребезги.
И по сей час из воды вместо великолепного сооружения — гордости Киева, торчат только серые унылые быки. А, поляки, поляки… Ай, яй, яй!..
Спасибо сердечное скажет вам русский народ.
Не унывайте, милые киевские граждане! Когда-нибудь поляки перестанут на нас сердиться и отстроят нам новый мост, ещё лучше прежнего. И при этом на свой счет.
Будьте уверены. Только терпение.